# Juan Bravo Murillo

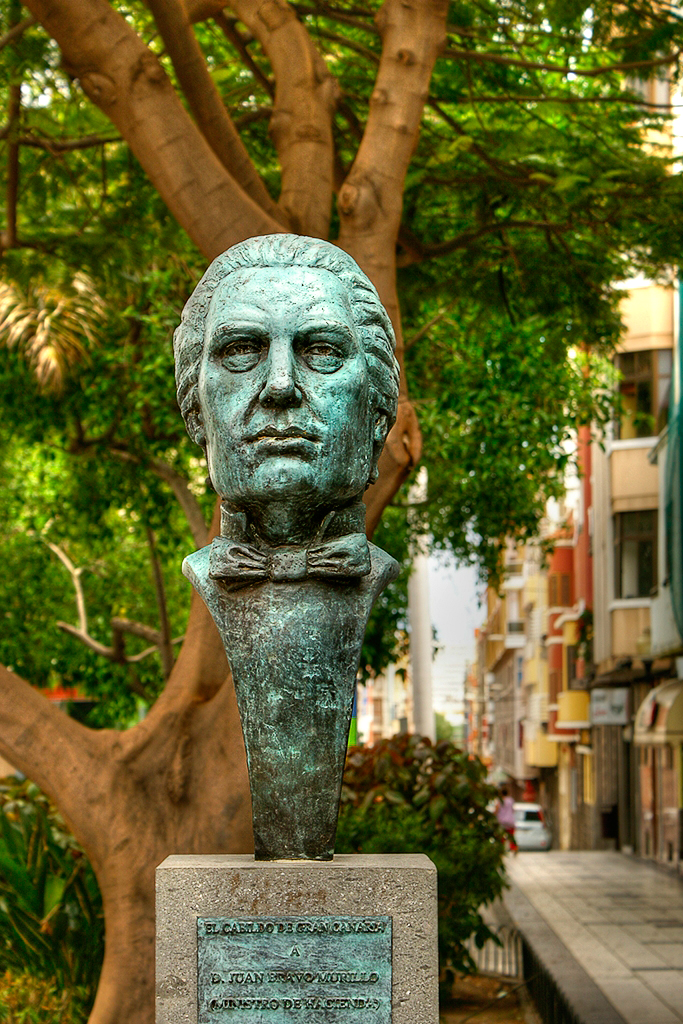

Juan Bravo Murillo (Fregenal de la Sierra, 24 de junho de 1803 — Madrid, 11 de fevereiro de 1873) foi um político, jurista e economista espanhol. Foi Presidente do Conselho de Ministros durante o reinado de Isabel II. Segundo Mariano Fernández Enguita (1989, p. 112), em face da expansão da Educação formal, Bravo Murillo afirmou que "Não precisamos de homens que pensem, mas de bois que trabalhem".  